# Unione Sportiva Bari 1937-1938
Questa voce raccoglie le informazioni riguardanti l'Unione Sportiva Bari nelle competizioni ufficiali della stagione 1937-1938.

## Rosa
| N. |                   | Ruolo | Calciatore           |
| -- | ----------------- | ----- | -------------------- |
|    | Italia (bandiera) | P     | Alferio Cubi         |
|    | Italia (bandiera) | P     | Ubaldo Narducci      |
|    | Italia (bandiera) | D     | Raffaele Mancini     |
|    | Italia (bandiera) | D     | Silvio Di Gennaro    |
|    | Italia (bandiera) | D     | Luigi Caldarulo      |
|    | Italia (bandiera) | D     | Ambrogio Alfonso     |
|    | Italia (bandiera) | C     | Attilio Ferraris     |
|    | Italia (bandiera) | C     | Francesco Capocasale |
|    | Italia (bandiera) | C     | Primo Andrighetto    |
|    | Italia (bandiera) | C     | Giovanni Braga       |
|    | Italia (bandiera) | C     | Lorenzo Paradiso     |

| N. |                    | Ruolo | Calciatore           |
| -- | ------------------ | ----- | -------------------- |
|    | Italia (bandiera)  | C     | Sebastiano Vaschetto |
|    | Italia (bandiera)  | C     | Onofrio Fusco        |
|    | Italia (bandiera)  | C     | Giuseppe De Luca     |
|    | Italia (bandiera)  | A     | Alessandro Duè       |
|    | Italia (bandiera)  | A     | Cesare Grossi        |
|    | Italia (bandiera)  | A     | Lino Cason           |
|    | Italia (bandiera)  | A     | Elio Grolli          |
|    | Italia (bandiera)  | A     | Giorgio Dentuti      |
|    | Italia (bandiera)  | A     | Raffaele Costantino  |
|    | Uruguay (bandiera) | A     | Oliviero Icardi      |

## Statistiche

### Statistiche di squadra
| Competizione | Punti | In casa | In casa | In casa | In casa | In casa | In casa | In trasferta | In trasferta | In trasferta | In trasferta | In trasferta | In trasferta | Totale | Totale | Totale | Totale | Totale | Totale | DR  |
| Competizione | Punti | G       | V       | N       | P       | Gf      | Gs      | G            | V            | N            | P            | Gf           | Gs           | G      | V      | N      | P      | Gf     | Gs     | DR  |
| ------------ | ----- | ------- | ------- | ------- | ------- | ------- | ------- | ------------ | ------------ | ------------ | ------------ | ------------ | ------------ | ------ | ------ | ------ | ------ | ------ | ------ | --- |
| Serie A      | 23    | 15      | 7       | 5       | 3       | 20      | 11      | 15           | 1            | 2            | 12           | 15           | 49           | 30     | 8      | 7      | 15     | 35     | 60     | -25 |
| Coppa Italia |       | -       | -       | -       | -       | -       | -       | 2            | 1            | 0            | 1            | 6            | 8            | 2      | 1      | 0      | 1      | 6      | 8      | -2  |
| Totale       |       | 15      | 7       | 5       | 3       | 20      | 11      | 17           | 2            | 2            | 13           | 21           | 57           | 32     | 9      | 7      | 16     | 41     | 68     | -27 |

### Statistiche dei giocatori
| Giocatore      | Serie A  | Serie A | Coppa Italia | Coppa Italia | Totale   | Totale |
| Giocatore      | Presenze | Reti    | Presenze     | Reti         | Presenze | Reti   |
| -------------- | -------- | ------- | ------------ | ------------ | -------- | ------ |
| A. Alfonso     | 3        | 0       | 1            | 0            | 4        | 0      |
| P. Andrighetto | 22       | 0       | 2            | 0            | 24       | 0      |
| Barbone        | -        | -       | 1            | 0            | 1        | 0      |
| G. Braga       | 18       | 0       | 2            | 0            | 20       | 0      |
| L. Caldarulo   | 12       | 0       | 1            | 0            | 13       | 0      |
| F. Capocasale  | 23       | 4       | 1            | 0            | 24       | 4      |
| L. Cason       | 26       | 6       | 2            | 2            | 28       | 8      |
| R. Costantino  | 5        | 0       | -            | -            | 5        | 0      |
| A. Cubi        | 27       | -54     | 2            | -8           | 29       | -62    |
| G. De Luca     | 1        | 0       | -            | -            | 1        | 0      |
| G. Dentuti     | 8        | 2       | -            | -            | 8        | 2      |
| S. Di Gennaro  | 28       | 0       | 1            | 0            | 29       | 0      |
| A. Duè         | 30       | 4       | 2            | 2            | 32       | 6      |
| A. Ferraris    | 25       | 0       | -            | -            | 25       | 0      |
| O. Fusco       | 2        | 0       | -            | -            | 2        | 0      |
| E. Grolli      | 25       | 6       | 2            | 0            | 27       | 6      |
| C. Grossi      | 27       | 8       | 2            | 1            | 29       | 9      |
| O. Icardi      | 5        | 1       | 1            | 1            | 6        | 2      |
| R. Mancini     | 30       | 3       | 2            | 0            | 32       | 3      |
| U. Narducci    | 3        | -6      | -            | -            | 3        | -6     |
| L. Paradiso    | 7        | 0       | -            | -            | 7        | 0      |
| S. Vaschetto   | 3        | 0       | -            | -            | 3        | 0      |